# ウワサの真相 (アルバム)
『ウワサの真相』（ウワサのしんそう）は、RHYMESTERによる4枚目のアルバム。2001年12月19日発売。発売元はキューンレコード。

## 解説
メジャー初となるアルバム。

## 収録曲
1. 勝算（オッズ）（0:59）
作詞・作曲：D.Sakama S.Sasaki
2. ロイヤル・ストレート・フラッシュ（3:47）
作詞・作曲：D.Sakama S.Sasaki
メジャーデビューシングル。PV監督は中井泰太郎。KICK THE CAN CREWが出演している。
3. ウワサの真相 featuring F.O.H（5:15）
作詞：D.Sakama Eric Clapton Jack Bruce S.Sasaki A.Sato H.Hata Y.Kamo Peter Brown
メジャー2ndシングル。PV監督は丹下紘希。
Creamの「Sunshine of Your Love」をサンプリングしている。
4. Lights, Camera, Action（4:00）
作詞・作曲：D.Sakama S.Sasaki
5. Walk On-Hey, DJ JIN Pt.2-（3:44）
作詞・作曲：D.Sakama S.Sasaki J.Yamamoto
6. This Y'all, That Y'all（3:40）
作詞・作曲：D.Sakama S.Sasaki
「ロイヤル・ストレート・フラッシュ」収録
7. The Blackbelt featuring PUSHIM（5:06）
作詞・作曲：D.Sakama Pushim S.Sasaki
8. 前略（4:35）
作詞・作曲：D.Sakama S.Sasaki
9. プリズナーNo.1,2,3（4:45）
作詞・作曲：D.Sakama S.Sasaki
10. グッド・オールド・デイズ（5:08）
作詞・作曲：D.Sakama S.Sasaki
11. スタンプ・ラリー（KoNeKo物語）（4:41）
作詞・作曲：D.Sakama S.Sasaki
12. ブレックファスト・クラブ（4:34）
作詞・作曲：D.Sakama S.Sasaki
13. 10 Balls+2 featuring Kick The Can Crew（3:47）
作詞：D.Sakama S.Sasaki T.Hatakeyama K.Kojima Y.Koizumi、作曲：D.Sakama S.Sasaki T.Hatakeyama
「ウワサの真相 featuring F.O.H」収録
14. The Showstopper featuring PUSHIM（5:35）
作詞・作曲：D.Sakama Pushim S.Sasaki
15. ツーリング・ブギー（5:12）
作詞・作曲：D.Sakama S.Sasaki

## アナログ盤

### SIDE A
1. プリズナーNo.1,2,3
2. ブレックファスト・クラブ
3. 勝算（オッズ）

### SIDE B
1. Lights, Camera,Action
2. Walk On-Hey, DJ JIN Pt.2-
3. 前略

### SIDE C
1. The Blackbelt featuring PUSHIM
2. The Showstopper featuring PUSHIM

### SIDE D
1. グッド・オールド・デイズ
2. ツーリング・ブギー
3. スタンプ・ラリー（KoNeKo物語）